# Chancelaria (Alter do Chão)
Chancelaria is een plaats (freguesia) in de Portugese gemeente Alter do Chão en telt 536 inwoners (2001).